# تارلاك
تارلاك (بالإنجليزية: Tarlac) هي محافظة تقع في الفلبين في لوزون. يقدر عدد سكانها بـ 1,273,240 نسمة ومساحتها 3,053.60 كم2 .

## أعلام
- فرنسيسكو بوستامينت